# Meeting Nikaïa
Le Meeting international de Nice « Meeting Nikaïa » est une compétition internationale d'athlétisme se déroulant une fois par an en juin ou juillet au parc des sports Charles-Ehrmann à Nice. Créé en 1976, il a eu lieu chaque année jusqu'en 2001. Le 17 juin 2023 marque le grand retour de ce mythique événement d'athlétisme après 22 ans d'absence. Pour son retour, le meeting obtient la classification Continental Tour Bronze de World Athletics.

## Historique
La première édition du meeting eut lieu le 16 août 1976. À partir de 1998, il faisait partie du circuit européen et international (IAAF Grand Prix) des meetings avant de disparaître pour des raisons financières avec une dernière édition en 2001.
En 1985, le Britannique Steve Cram est devenu le premier homme à courir le 1 500 mètres en moins de 3.30. Il établit un nouveau record du monde en 3.29.67 et améliore le précédant record appartenant à Steve Ovett de plus d’une seconde. Cette course considérée comme l’un des plus beaux 1 500 mètres de l’histoire a vu un magnifique duel entre Steve Cram et Said Aouita, le premier l’emportant de 4/100 de seconde seulement[réf. nécessaire].
Lors de l'édition 1988, l'Ukrainien Sergueï Bubka a établi l'un de ses 17 records du monde en plein air de saut à la perche en franchissant la hauteur de 6,06 m.
L'édition de 1994 est marquée par les performances du Burundais Niyongabo sur le 1 500 mètres dans le temps de 3 min 30 s 95, de l'Autrichien Mark McKoy sur le 110 mètres haies en 13 s 28, de l'Américain Derrick Adkins réussissant sa huitième victoire de la saison sur le 400 mètres haies dans le temps de 47 s 84, devant le Zambien Samuel Matete en 48 s 09 et le Français Stéphane Diagana en 48 s 32, du Cubain Sotomayor crédité d'un saut de 2,40 m devant notamment le Français Gicquel, quatrième avec un saut de 2,31 m, et de l'Américaine Batten sur le 400 mètres haies féminin dans le temps de 53 s 72.

### La renaissance après 22 ans d'absence
Le Meeting Nikaïa a fait son grand retour 17 juin 2023. Le retour du meeting après une absence de 22 ans a présenté un programme varié comprenant quinze épreuves, allant du sprint aux lancers en passant par le saut et le demi-fond. Les organisateurs avaient élaboré un événement réunissant des athlètes de renommée mondiale ainsi que des talents locaux. 
Parmi les athlètes confirmés pour cet événement figuraient Conseslus Kipruto, Jazmin Sawyers, Méba Mickaël Zézé, Angelica Moser et Margot Chevrier. En plus de ces grandes figures, la jeune garde française avait également été représentée avec des athlètes tels que Camille Seri et Téo Andant.
La vielle du meeting, l'australienne Abbey Caldwell avait tenté de battre le record du monde du Road Mile sur la Place Massena de Nice.
Audrey Werro a réalisé un record du monde U20 sur 1000m.

## Records du monde
| Année | Athlète       | Épreuve                 | Performance |
| ----- | ------------- | ----------------------- | ----------- |
| 1988  | Sergueï Bubka | saut à la perche hommes | 6,06 mètres |

## Records du meeting

### Hommes
| Épreuve          | Record | Athlète       | Nationalité | Date            | Réf. |
| ---------------- | ------ | ------------- | ----------- | --------------- | ---- |
| Saut à la perche | 6,06 m | Sergueï Bubka | Ukraine     | 13 juillet 1988 |      |

### Femmes
| Épreuve | Record             | Athlète       | Nationalité | Date | Réf. |
| ------- | ------------------ | ------------- | ----------- | ---- | ---- |
| 100 m   | 10 s 98 (-0,3 m/s) | Merlene Ottey | Jamaïque    |      |      |